# Echinodictyum macroxiphera
Echinodictyum macroxiphera är en svampdjursart som beskrevs av Claude Lévi 1969. Echinodictyum macroxiphera ingår i släktet Echinodictyum och familjen Raspailiidae.
Artens utbredningsområde är havet utanför Sydafrika. Inga underarter finns listade i Catalogue of Life.